# Nemanja Nikolić
Nemanja Nikolić (Senta, 31 de dezembro de 1987), é um ex-futebolista nascido na Iugoslávia, com nacionalidade sérvia e naturalizado húngaro que atuava como atacante.

## Carreira

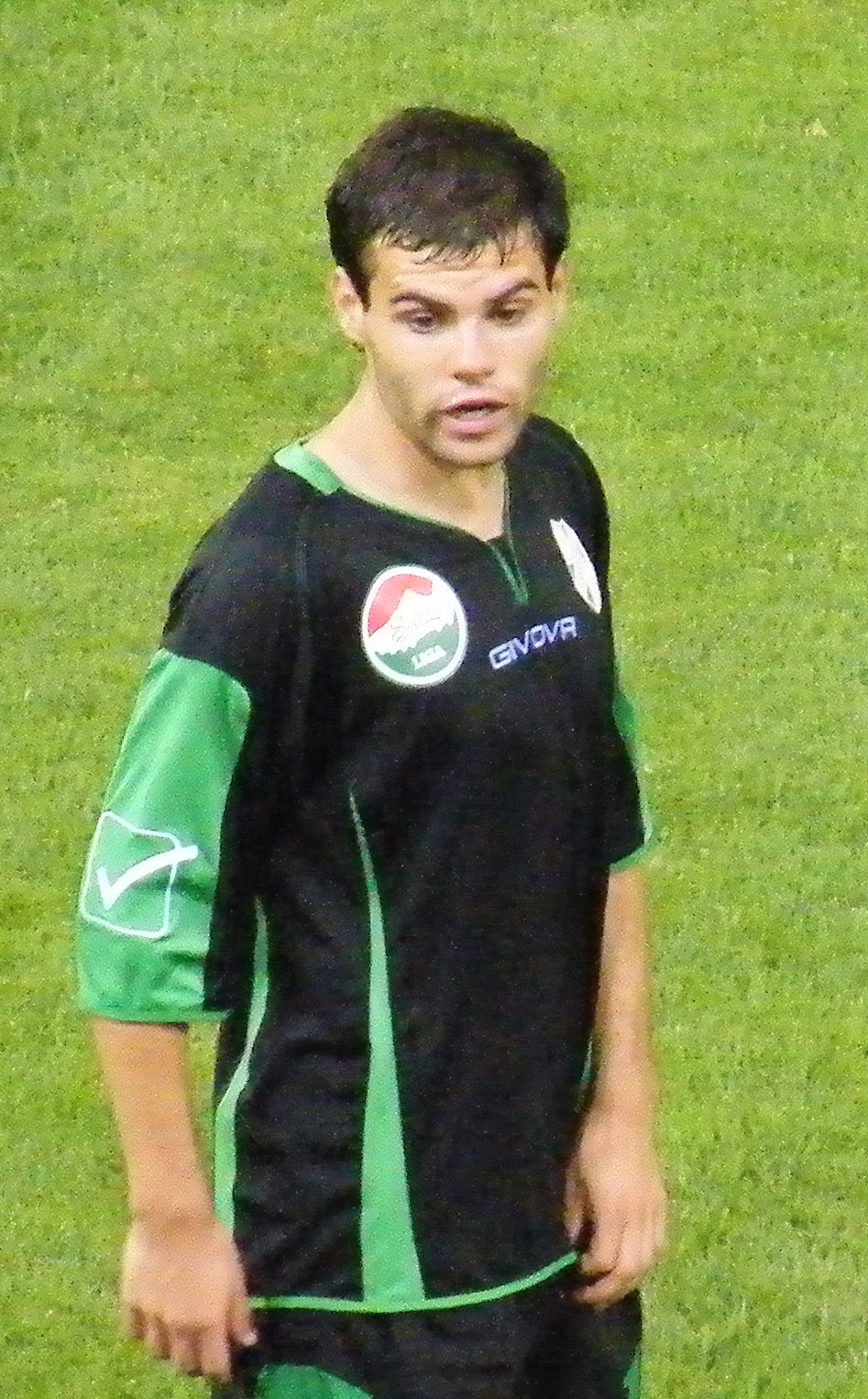
Nikolić atuando pelo Kaposvári

Nemanja Nikolić fez parte do elenco da Seleção Húngara de Futebol da Eurocopa de 2016.